# Noruega en los Juegos Paralímpicos
Noruega en los Juegos Paralímpicos está representada por la Confederación Deportiva y Comité Olímpico y Paralímpico Noruego, miembro del Comité Paralímpico Internacional.
Ha participado en 16 ediciones de los Juegos Paralímpicos de Verano, su primera presencia en estos Juegos tuvo lugar en Roma 1960. El país ha obtenido un total de 324 medallas en las ediciones de verano: 117 de oro, 108 de plata y 99 de bronce.
En los Juegos Paralímpicos de Invierno ha participado en todas las ediciones (13 en total). El país ha conseguido un total de 334 medallas en las ediciones de invierno: 140 de oro, 108 de plata y 86 de bronce.
Este país fue anfitrión de los Juegos Paralímpicos de Invierno en dos ocasiones: Geilo 1980 y Lillehammer 1994.

## Medallero

### Por edición
| Evento                                | Oro | Plata | Bronce | Total |
| ------------------------------------- | --- | ----- | ------ | ----- |
| Roma 1960                             | 9   | 3     | 4      | 16    |
| Tokio 1964                            | –   | –     | –      | –     |
| Tel Aviv 1968                         | 5   | 3     | 1      | 9     |
| Heidelberg 1972                       | 1   | 5     | 4      | 10    |
| Toronto 1976                          | 9   | 6     | 4      | 19    |
| Arnhem 1980                           | 15  | 13    | 8      | 36    |
| Nueva York 1984 Stoke Mandeville 1984 | 30  | 30    | 30     | 90    |
| Seúl 1988                             | 11  | 11    | 15     | 37    |
| Barcelona 1992                        | 13  | 13    | 7      | 33    |
| Atlanta 1996                          | 9   | 7     | 4      | 20    |
| Sídney 2000                           | 2   | 6     | 7      | 15    |
| Atenas 2004                           | 3   | 1     | 1      | 5     |
| Pekín 2008                            | 1   | 3     | 3      | 7     |
| Londres 2012                          | 3   | 2     | 3      | 8     |
| Río de Janeiro 2016                   | 3   | 2     | 3      | 8     |
| Tokio 2020                            | 2   | 0     | 2      | 4     |
| París 2024                            | 1   | 3     | 3      | 7     |
| TOTAL                                 | 117 | 108   | 99     | 324   |

| Evento              | Oro | Plata | Bronce | Total |
| ------------------- | --- | ----- | ------ | ----- |
| Örnsköldsvik 1976   | 7   | 3     | 2      | 12    |
| Geilo 1980          | 23  | 21    | 10     | 54    |
| Innsbruck 1984      | 15  | 13    | 13     | 41    |
| Innsbruck 1988      | 25  | 21    | 14     | 60    |
| Albertville 1992    | 5   | 5     | 4      | 14    |
| Lillehammer 1994    | 29  | 22    | 13     | 64    |
| Nagano 1998         | 18  | 9     | 13     | 40    |
| Salt Lake City 2002 | 10  | 3     | 6      | 19    |
| Turín 2006          | 1   | 1     | 3      | 5     |
| Vancouver 2010      | 1   | 3     | 2      | 6     |
| Sochi 2014          | 1   | 2     | 1      | 4     |
| Pyeongchang 2018    | 1   | 3     | 4      | 8     |
| Pekín 2022          | 4   | 2     | 1      | 7     |
| TOTAL               | 140 | 108   | 86     | 334   |

### Por deporte
| Evento                    | Oro | Plata | Bronce | Total |
| ------------------------- | --- | ----- | ------ | ----- |
| Atletismo                 | 29  | 29    | 25     | 83    |
| Bádminton                 | 0   | 0     | 1      | 1     |
| Bochas                    | 0   | 1     | 1      | 2     |
| Ciclismo                  | 3   | 2     | 5      | 10    |
| Dartchery                 | 0   | 1     | 2      | 3     |
| Deportes ecuestres        | 5   | 9     | 6      | 20    |
| Halterofilia              | 1   | 1     | 0      | 2     |
| Levantamiento de potencia | 0   | 1     | 2      | 3     |
| Natación                  | 71  | 51    | 42     | 163   |
| Remo                      | 1   | 1     | 0      | 2     |
| Tenis de mesa             | 4   | 8     | 11     | 23    |
| Tiro con arco             | 3   | 3     | 3      | 9     |
| Vela                      | 0   | 0     | 1      | 1     |
| Voleibol                  | 0   | 1     | 1      | 2     |
| TOTAL                     | 117 | 108   | 99     | 324   |

| Evento                     | Oro | Plata | Bronce | Total |
| -------------------------- | --- | ----- | ------ | ----- |
| Biatlón                    | 6   | 4     | 8      | 18    |
| Carrera de trineo en hielo | 44  | 46    | 38     | 128   |
| Curling en silla de ruedas | 0   | 1     | 0      | 1     |
| Esquí alpino               | 11  | 5     | 3      | 19    |
| Esquí de fondo             | 78  | 49    | 36     | 163   |
| Hockey sobre hielo         | 1   | 3     | 1      | 5     |
| TOTAL                      | 140 | 108   | 86     | 334   |